# Сафар-наме
Сафар-наме́ (перс. سفرنامه‎‎) — книга путешествия, написанная в XI веке Насиром Хосровом. Это отчёт о семилетнем путешествии Хосрова по исламскому миру. Сначала он отправился в хадж, обязательное паломничество в Мекку. Отправившись 5 марта 1046 года, Хосров выбрал менее прямой маршрут, направляясь на север, к Каспийскому морю. Во время своих путешествий он вёл подробный дневник, в котором четко описывались многие аспекты жизни в исламском мире XI века.

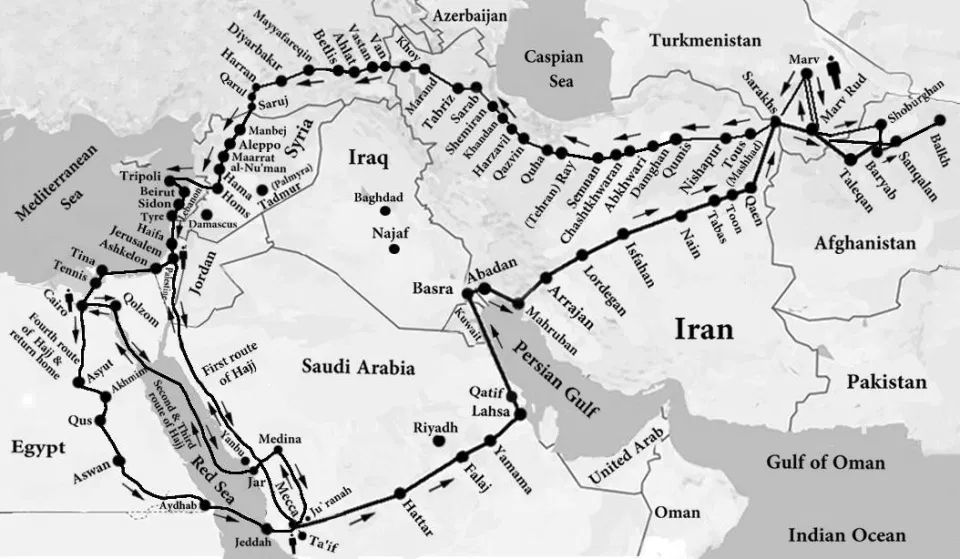
Маршрут путешествия Насира Хосрова

Насир Хосров составил Сафар-наме в более поздний период своей жизни, используя заметки, которые он делал во время своего семилетнего путешествия. Хосров начинает своё Сафар-наме с описания себя, своей жизни и своего монументального решения отправиться в Мекку. Он рассказывает о необычном сне, в котором он беседует с человеком, который побуждает его искать то, что полезно для интеллекта. Перед тем, как сон заканчивается, мужчина якобы указывает на киблу и больше ничего не говорит.
В остальных разделах Сафар-наме Хосров описывает города и поселки на пути своего путешествия, уделяя особое внимание Мекке, Иерусалиму и Каиру (столице Фатимидского халифата в то время). Работа Хосрова ценится за подробные описания этих городов с точными описаниями гражданских зданий и рынков.